# Новосёлки (Вишневский сельсовет)
Новосёлки (бел. Навасёлкі) — деревня в Сморгонском районе Гродненской области Белоруссии. Входит в состав Вишневского сельсовета, до 2016 года входила в состав Войстомского сельсовета.
Расположена у восточной границы района. Расстояние до районного центра Сморгонь по автодороге — около 21 км, до центра сельсовета агрогородка Войстом по прямой — чуть менее 2 км. Ближайшие населённые пункты — Войстом, Новосады, Щани. Площадь занимаемой территории составляет 0,2961 км², протяжённость границ 6380 м.

## История
Деревня отмечена на карте Шуберта (середина XIX века) в составе Войстомской волости Свенцянского уезда Виленской губернии.
После Советско-польской войны, завершившейся Рижским договором, в 1921 году Западная Белоруссия отошла к Польской Республике и деревня была включена в состав новообразованной сельской гмины Войстом Свенцянского повета Виленского воеводства. 1 января 1926 года гмина Войстом была переведена в состав Вилейского повета.
В 1938 году именовались как Новосёлки Войстомские и насчитывали 64 дыма (двора) и 339 душ.
В 1939 году, согласно секретному протоколу, заключённому между СССР и Германией, Западная Белоруссия оказалась в сфере интересов советского государства и её территорию заняли войска Красной армии. Деревня вошла в состав новообразованного Сморгонского района Вилейской области БССР. После реорганизации административного-территориального деления БССР деревня была включена в состав новой Молодечненской области в 1944 году. В 1960 году, ввиду новой организации административно-территориального деления и упразднения Молодечненской области, Новосёлки вошли в состав Гродненской области.

## Население
| 1938 | 1999 | 2009 |
| ---- | ---- | ---- |
| 339  | 66   | 46   |

## Транспорт
Через деревню проходит грунтовая автомобильная дорога местного значения Н7389 Войстом — Новосёлки.

## Достопримечательности
На западной окраине Новосёлок находится придорожная часовня постройки конца XIX — начала XX веков